# Selvarajan Yesudian
Selvarajan Yesudian vagy magyarosan Szelvarádzsan Jeszudián (Sholinghur-Madrász, 1916. február 25. – Zürich, 1998. október 26.) indiai származású jógatanító és író. 

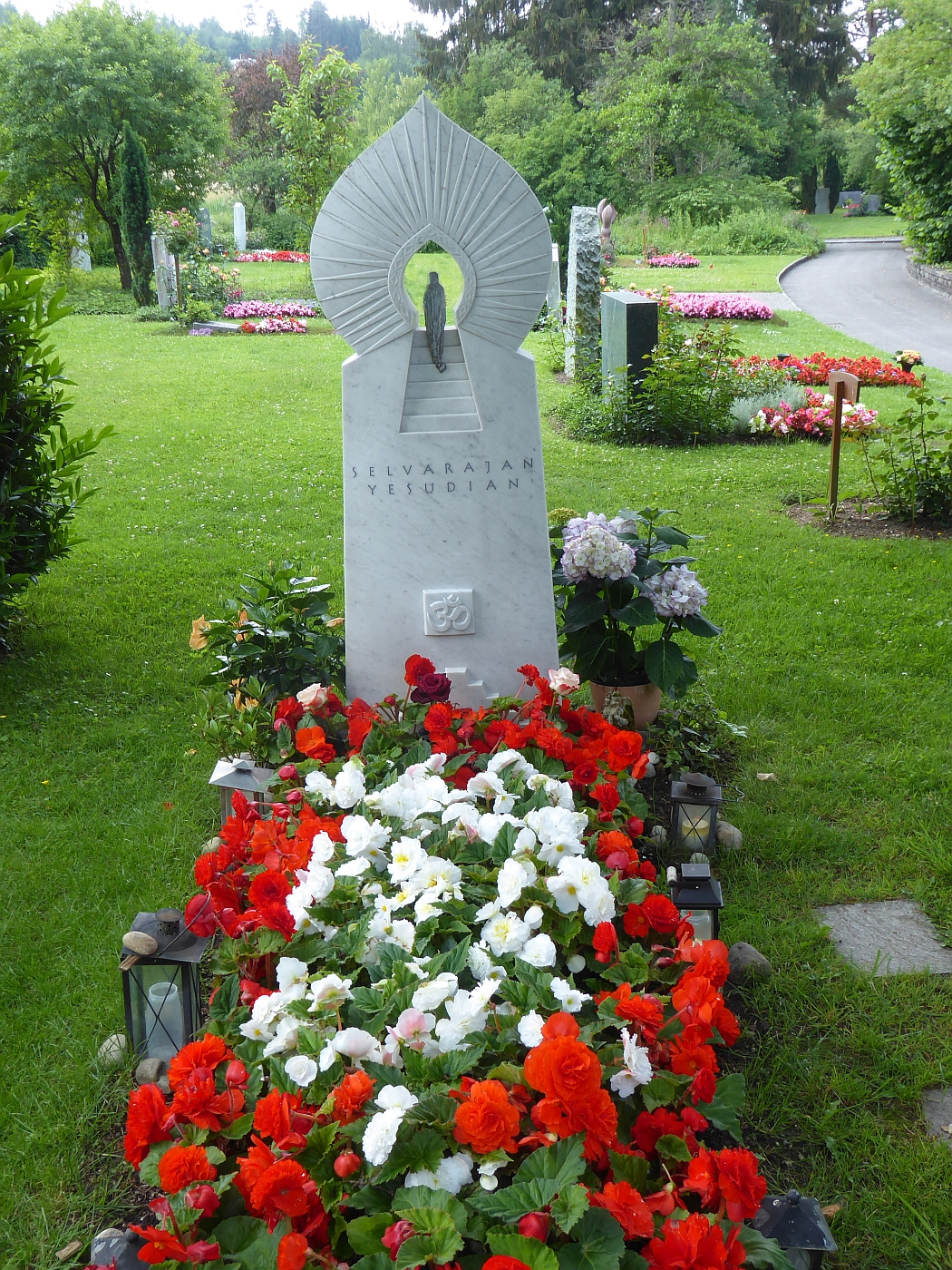
Sírja Zürichben (Friedhof Witikon)

## Életrajz
Yesudian egy keresztény, jómódú, dél-indiai családból származó fiatalemberként, 1937-ben érkezett Magyarországra, hogy felsőfokú tanulmányait egy magyarországi egyetemen végezze el. Itteni tartózkodása alatt tökéletesen megtanult magyarul, s 1941-ben itt jelent meg a nagy sikerű Sport és jóga című könyve, magyar nyelven. Még ebben az évben Haich Erzsébet (1897-1994) hatalmas budapesti műtermében megalapították Európa első jógaiskoláját. Az általa Indiából elhozott jóga a keresztény hiten és az indiai egészségmegőrző hagyományon alapult.
1948-ban Haich Erzsébettel együtt elhagyta Magyarországot, akivel előtte névházasságot kötött, mert utóbbi csak így tudott elmenekülni az országból. Svájcban telepedtek le, ahol Yesudian később egy tanítványát vette el feleségül, akitől nem született gyermekük. Erzsébettel Svájcban több városban is jógaiskolát alapítottak és minden évben nemzetközi tábort is tartottak. Az évek során Erzsébettel számos publikációjuk megjelent. Yesudian élete végéig, 1998-ig tanított a zürichi jógaiskolájában.

## Művei

### Magyarul
- Sport és jóga. Ősi hindu testgyakorlatok és lélekzésszabályozás európaiak számára; ford. Balogh Barna; Stádium, Budapest, 1941 (reprint: 1992, 2001, 2004)
- Selva Raja Yesudian: Mi a jóga?; ford. Neszthyné Haich Erzsébet; Széchenyi, Budapest, 1943
  - (Rádzsa-jóga címen is)
- Selva Raja Yesudian: Jóga-sport dióhéjban. Nagy, teljes gyakorlat-táblázattal. Az erő, egészség és fiatalság megőrzésének módja ősi hindu lélekző- és testgyakorlatok útján; ford. Balogh Barna; Stádium, Budapest, 1943
- Selva Raja Yesudian: Jóga és az európai önnevelés; ford. Neszthyné Haich Erzsébet; Urbányi Ny., Budapest, 1943
- Sorsunk és a jóga; magyar szöveg Haich Erzsébet; Helikon, Budapest, 1995
- Yesudian Yoga-előadásai. Yoga a ma küzdelmeiben. Yoga és öngyógyítás. A yogi élete; ford. Haich Erzsébet; Rózsavölgyi, Budapest, 1948
- Selvarajan Yesudian–Haich Erzsébet: Sport és jóga. Ősi hindu testgyakorlatok és légzésszabályozás európaiak számára; Magyar Világ, Budapest, 1992
- Selvarajan Yesudian–Elisabeth Haich: Rádzsa-jóga; ford. Haich Erzsébet; Szeged, Szukits, 1996
  - (Mi a jóga? címen is)
- A jóga hétről hétre. Gyakorlatok és meditációk az egész évre; ford. Veszprémi Krisztina, Malik Tóth István; Lazi, Szeged, 2000 (Pentagramma könyvek)
- A jóga áldásos ereje, avagy Az önbizalomhoz vezető út; ford. Veszprémi Krisztina, Malik Tóth István; Lazi, Szeged, 2005
- Mi a jóga? Rádzsa-jóga; ford. Haich Erzsébet; Lazi, Szeged, 2006

### Németül
- Yoga in den zwei Welten; Thielle, 1951
- Yoga im heutigen Lebenskampf; Thielle, 1954
- Der Tag mit Yoga; Stuttgart, 1959
- Selbsterziehung durch Yoga; Thielle, 1961
- Yoga und Schicksal; Stuttgart, 1962
- Raja-Yoga; Thielle, 1966
- Hatha-Yoga; München, 1971
- Steh auf und sei frei: Gedanken und Gespräche über Yoga; 1989

## Tanítványai
Magyarok
- Fazekas Lajosné (Lenke néni), dr. Kanyar József kaposvári levéltár-igazgató anyósa, Budapesten Keleti Károly utcai lakásában tartott rendszeresen, hosszú évekig jógaórákat Yesudian tanításai alapján a hetvenes, nyolcvanas években. Jóga-gyakorlása hatására szívbetegségéből gyógyult meg Yesudian tanítványaként.
- Matlák József, aki gyermekparalízisből gyógyult fel, később korosztályos tenisztornákon sikereket ért el

## Fordítás
- Ez a szócikk részben vagy egészben  a   Selva Yesudian című német Wikipédia-szócikk fordításán alapul.  Az eredeti cikk szerkesztőit annak laptörténete sorolja fel. Ez a jelzés csupán a megfogalmazás eredetét és a szerzői jogokat jelzi, nem szolgál a cikkben szereplő információk forrásmegjelöléseként.